# 中国民主建国会北京市委员会
中国民主建国会北京市委员会，简称民建北京市委、北京民建，是中国民主建国会在北京市的地方组织。